# Bizou
Bizou è un comune francese di 127 abitanti situato nel dipartimento dell'Orne nella regione della Normandia.

## Società

### Evoluzione demografica
Abitanti censiti
Da un punto di vista demografico Bizou ha sempre avuto un andamento altalenante, oscillando attorno al centinaio di residenti.
Il dato più alto riguardo al numero di residenti mai registrato risale al 1962, a seguito di questo picco il numero di abitanti è progressivamente sceso.
Nell'ultimo trentennio però, le statistiche registrano un aumento della popolazione.